# Coupe horlogère de football
La Coupe horlogère (Uhrencup en allemand) est un tournoi de football annuel se déroulant à Granges et à Bienne, organisé par l'industrie horlogère suisse, regroupant généralement au minimum quatre équipes, il a lieu au mois de juillet et sert de préparation aux participants pour la nouvelle saison.

## Histoire
La première édition de la compétition a lieu en 1962 à Granges, dans le canton de Soleure, pour fêter l'inauguration de la nouvelle tribune principale du stade de Brühl. Il s'agit du plus vieux tournoi d'Europe.
Depuis 2016, la Coupe horlogère se déroule principalement à Bienne, dans le canton de Berne.

## Palmarès

### Palmarès par édition
| Année | Classement                                | Classement                                | Classement                                | Classement                                |
| Année | Vainqueur                                 | Deuxième                                  | Troisième                                 | Quatrième                                 |
| ----- | ----------------------------------------- | ----------------------------------------- | ----------------------------------------- | ----------------------------------------- |
| 1962  | FC Grenchen                               | Cercle de Bruges                          | AC Como                                   | FC Biel-Bienne                            |
| 1963  | Ipswich Town                              | FC Grenchen                               | FC Biel-Bienne                            | Sparta Rotterdam                          |
| 1964  | BSC Young Boys                            | Karlsruher SC                             | Nîmes Olympique                           | FC Grenchen                               |
| 1965  | Lanerossi Vicenza                         | FC Grenchen                               | BSC Young Boys                            | Maccabi Tel-Aviv                          |
| 1966  | FC Sochaux                                | FC Grenchen                               | Lanerossi Vicenza                         | FC Biel-Bienne                            |
| 1967  | Annulé                                    | Annulé                                    | Annulé                                    | Annulé                                    |
| 1968  | FC Biel-Bienne                            | BSC Young Boys                            | FC Sochaux                                | FC Grenchen                               |
| 1969  | FC Basel                                  | FC Biel-Bienne                            | FC Grenchen                               | FC Lausanne-Sport                         |
| 1970  | FC Basel                                  | BSC Young Boys                            | FC Biel-Bienne                            | FC Grenchen                               |
| 1971  | FC Grenchen                               | FC Basel                                  | FC Lausanne-Sport                         | FC Biel-Bienne                            |
| 1972  | Neuchâtel Xamax                           | FC Biel-Bienne                            | FC Grenchen                               | FC Basel                                  |
| 1973  | BSC Young Boys                            | FC Biel-Bienne                            | Neuchâtel Xamax                           | FC Grenchen                               |
| 1974  | Annulé                                    | Annulé                                    | Annulé                                    | Annulé                                    |
| 1975  | BSC Young Boys                            | FC Grenchen                               | FC Biel-Bienne                            | FC La Chaux-de-Fonds                      |
| 1976  | FC Zürich                                 | BSC Young Boys                            | FC Grenchen                               | FC Biel-Bienne                            |
| 1977  | Neuchâtel Xamax                           | FC Basel                                  | FC Biel-Bienne                            | FC Grenchen                               |
| 1978  | FC Basel                                  | Neuchâtel Xamax                           | FC Grenchen                               | FC Biel-Bienne                            |
| 1979  | FC Basel                                  | FC Grenchen                               | FC La Chaux-de-Fonds                      | FC Luzern                                 |
| 1980  | FC Basel                                  | FC Grenchen                               | FC Biel-Bienne                            | FC Luzern                                 |
| 1981  | FC Grenchen                               | FC Basel                                  | FC Luzern                                 | FC Biel-Bienne                            |
| 1982  | FC Grenchen                               | FC Basel                                  | FC Aarau                                  | FC Biel-Bienne                            |
| 1983  | FC Basel                                  | FC Zürich                                 | FC Grenchen                               | FC Biel-Bienne                            |
| 1984  | Genève Servette                           | FC Basel                                  | FC Biel-Bienne                            | FC Grenchen                               |
| 1985  | FC Grenchen                               | FC Basel                                  | FC Biel-Bienne                            | Genève Servette                           |
| 1986  | FC Basel                                  | Grasshopper Club Zürich                   | FC Grenchen                               | FC Biel-Bienne                            |
| 1987  | BSC Young Boys                            | FC Grenchen                               | Górnik Zabrze                             | FC Basel                                  |
| 1988  | FC Basel                                  | FC Grenchen                               | Plastika Nitra                            | FC Twente Enschede                        |
| 1989  | Partizan Belgrad                          | FC Grenchen                               | FC Basel                                  | FC Zürich                                 |
| 1990  | Górnik Zabrze                             | FC Basel                                  | FC Lugano                                 | FC Aarau                                  |
| 1990  | Termine dernier du groupe 1 : FC Grenchen |                                           |                                           |                                           |
| 1990  | Termine dernier du groupe 2 : FC Zürich   |                                           |                                           |                                           |
| 1991  | 1. FC Köln                                | FC Sion                                   | Olimpia Poznań                            | FC Grenchen                               |
| 1992  | FC Zürich                                 | SR Delémont                               | FC Basel                                  | FC Grenchen                               |
| 1993  | FC Zürich                                 | FC Basel                                  | FC Grenchen                               | SR Delémont                               |
| 1994  | FC Zürich                                 | SR Delémont                               | FC Grenchen                               | FC Schaffhausen                           |
| 1995  | FC Aarau                                  | FC Solothurn                              | BSC Young Boys                            | FC Grenchen                               |
| 1996  | FC Grenchen                               | FC Solothurn                              | SV Lyss                                   | FC Biel-Bienne                            |
| 1997  | FC Subingen                               | FC Biel-Bienne                            | FC Grenchen                               | SV Lyss                                   |
| 1998  | FC Solothurn                              | SR Delémont                               | FC Subingen                               | FC Grenchen                               |
| 1999  | FC Grenchen                               | FC Solothurn                              | FC Langenthal                             | FC Thun                                   |
| 2000  | BSC Young Boys                            | Neuchâtel Xamax                           | FC Solothurn                              | FC Grenchen                               |
| 2001  | Grasshopper Club Zürich                   | BSC Young Boys                            | FC Solothurn                              | FC Grenchen                               |
| 2002  | Genève Servette                           | BSC Young Boys                            | FC Aarau                                  | FC Grenchen                               |
| 2003  | FC Basel                                  | BSC Young Boys                            | Grasshopper Club Zürich                   | Casino SW Bregenz                         |
| 2004  | BSC Young Boys                            | FC Kaiserslautern                         | FC Basel                                  | FC Schalke 04                             |
| 2005  | Trabzonspor                               | FC Kaiserslautern                         | BSC Young Boys                            | FC Basel                                  |
| 2006  | FC Zürich, FC Basel                       | BSC Young Boys                            | Bayer 04 Leverkusen, 1. FC Köln           | Bayer 04 Leverkusen, 1. FC Köln           |
| 2007  | BSC Young Boys                            | FC Basel                                  | FC Red Bull Salzburg                      | Celtic Glasgow                            |
| 2008  | FC Basel                                  | Borussia Dortmund                         | FC Luzern                                 | Legia Varsovie                            |
| 2009  | Chakhtar Donetsk                          | BSC Young Boys                            | FC Basel                                  | Panathinaïkós Athènes                     |
| 2010  | VfB Stuttgart                             | BSC Young Boys                            | FC Twente Enschede                        | Deportivo La Coruña                       |
| 2011  | FC Basel                                  | BSC Young Boys                            | West Ham United                           | Hertha BSC                                |
| 2012  | Annulé                                    | Annulé                                    | Annulé                                    | Annulé                                    |
| 2013  | FC Basel                                  | Étoile rouge de Belgrade                  | Grasshopper Club Zürich                   | Fortuna Düsseldorf                        |
| 2014  | Annulé                                    | Annulé                                    | Annulé                                    | Annulé                                    |
| 2015  | Annulé                                    | Annulé                                    | Annulé                                    | Annulé                                    |
| 2016  | Galatasaray Istanbul                      | FC Zürich                                 | BSC Young Boys                            | Borussia Mönchengladbach                  |
| 2017  | Stoke City                                | BSC Young Boys                            | Neuchâtel Xamax                           | Benfica Lisbonne                          |
| 2018  | Wolverhampton Wanderers                   | Feyenoord Rotterdam                       | BSC Young Boys                            | FC Basel                                  |
| 2019  | BSC Young Boys                            | Eintracht Frankfurt                       | Crystal Palace                            | FC Luzern                                 |
| 2020  | Annulé à cause de la pandémie de COVID-19 | Annulé à cause de la pandémie de COVID-19 | Annulé à cause de la pandémie de COVID-19 | Annulé à cause de la pandémie de COVID-19 |
| 2021  | Annulé à cause de la pandémie de COVID-19 | Annulé à cause de la pandémie de COVID-19 | Annulé à cause de la pandémie de COVID-19 | Annulé à cause de la pandémie de COVID-19 |